# Matrikularbeitrag
Matrikularbeitrag ist ein historischer Begriff für von Teilgebieten an eine höhere staatliche Instanz zu leistende finanzielle Umlagen.

## Entstehung und Entwicklung
Als Matrikularbeiträge wurden zunächst die Zahlungen der in den Reichsmatrikeln verzeichneten Reichsstände an das Heilige römische Reich während der frühen Neuzeit bezeichnet. Sie gehörten zu den Reichssteuern. Zu solchen entwickelten sich auch die (ursprünglich ausnahmsweisen, zweckgerichteten und freiwilligen) „Charitativsubsidien“ der Reichsritterschaft, welche nicht zu den Reichsständen zählte.
Ähnliche Zahlungsverpflichtungen bestanden in der Zeit des Deutschen Bundes im 19. Jahrhundert für dessen Mitgliedstaaten. 

## Bedeutung während des Deutschen Kaiserreichs
Auch die Finanzbeiträge der Länder zum Haushalt des deutschen Kaiserreichs von 1871 bis 1918 wurden als Matrikularbeiträge bezeichnet. Diese bildeten zunächst die Grundlage für die Einnahmen des Reiches. Hinzu kamen die direkt an das Reich fließenden Zölle, einige gemeinsame Verbrauchsteuern sowie Einnahmen etwa aus dem Post- und Telegraphenwesen. Die Höhe der von den einzelnen Ländern zu zahlenden Matrikularbeiträge bemaß sich in erster Linie nach der Zahl der Einwohner, nicht nach der Wirtschaftskraft der Einzelstaaten.
Durch die Matrikularbeiträge war das Reich zunächst abhängig von den Bundesstaaten. Der Drang nach eigenen Einnahmen war ein Grund für die Einführung von (Schutz-)Zöllen nach 1878 sowie für die Einführung einer Reihe indirekter Steuern wie der Tabaksteuer. Betrug der Anteil der Matrikularbeiträge in den ersten Jahren des Kaiserreichs etwa 15 bis 20 Prozent der Reichseinkünfte, waren es nach 1879 nur noch 4,5 Prozent.

## Abschaffung der Matrikularbeiträge
Im Zuge der Erzbergerschen Finanz- und Steuerreform 1919/20 entstand u. a. eine einheitliche Reichsabgabenordnung. Damit wurden die Matrikularbeiträge abgeschafft, wodurch der Zentralstaat nicht mehr „Kostgänger der Länder“ war.

## Verwendung des Begriffs im Nationalsozialismus
Anknüpfend an diese begriffliche Tradition erhob auch das nationalsozialistische Regime zur wirtschaftlichen Ausbeutung Matrikularbeiträge in einigen besetzten Gebieten. So hatte das Reichsprotektorat Böhmen und Mähren an das Deutsche Reich für den „Schutz“ des Reiches zwischen 1940 und 1945 42 Milliarden Kronen zu überweisen.

## Heutige Verwendung
Auch heute noch werden finanzielle Umlagen gelegentlich als Matrikularbeiträge bezeichnet.